# Csillagmonda

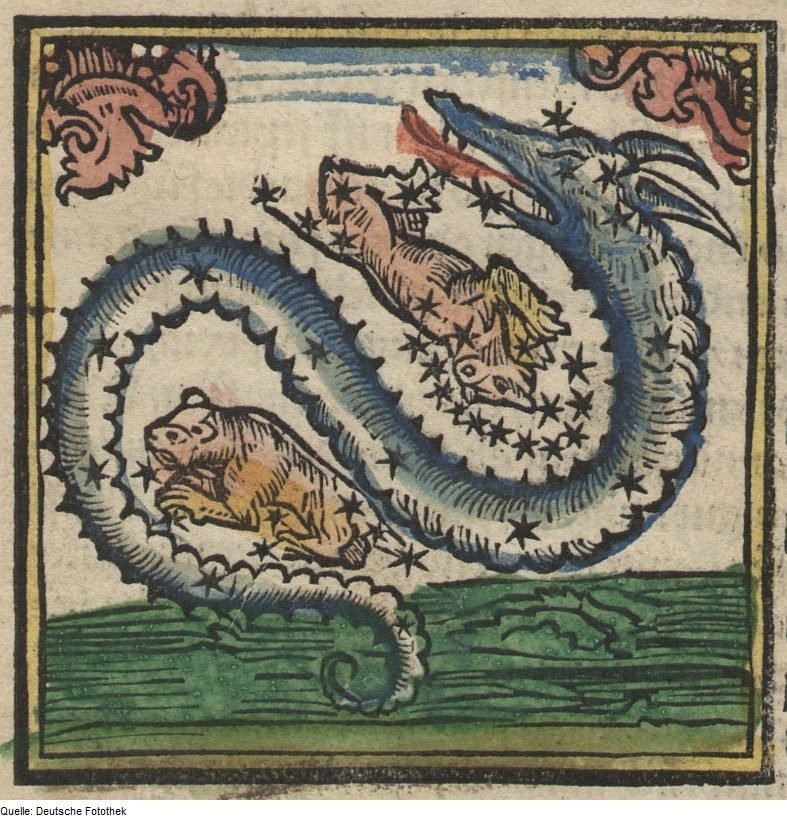
Csillagjegyek népi ábrázolása – eredeti kép a Deutsche Fotothekből

A csillagmondák olyan eredetmagyarázó mondák, melyek az égitestek keletkezéstörténetét írják le epikus módon. Mint a legtöbb monda, ezek is szájhagyomány útján terjedtek, közülük a 20. század elején Szeged környékén Kálmány Lajos jegyzett le néhányat. Sajnos a csillagmondák közül sok elveszett, vagy nem tudják azonosítani csillagképpel.

## Göncölszekér

A Nagy Medve (Göncölszekér) és a Kis Medve

A Nagy Medve csillagkép utolsó hét csillaga. Számos más elnevezése előfordul: Csíkiszekér, angyalok hintója, Szekércsillag, Ördögszekér, Szent János szekere. Az egész nyelvterületen szekérnek nevezik. Szövegemlékeinkben is előfordul, a Schlägli szójegyzék (1405 körül) „zeker hug” néven említi. (A húgy szó ősi jelentése annyi mint „csillag”.)
A Göncölszekér mondái leggyakrabban a kereszténységgel kapcsolatosak. Ez az a szekér, amelyik Illést az égbe ragadta, más változat szerint Jób ül rajta és vigyázza a csillagokat.
A Göncölszekérnek Jézus, Szent Péter, Szent Dávid, Illés és angyalok az utasai, a Tejúton halad. Arra is van magyarázat, hogy miért ferde a rúdja: nekiütközött a Mennyország kapujának, vagy az úton valamilyen akadályt kellett kikerülnie (cigány gyerekek, farkascsorda), kátyúba került, megcsavarodott a rúd, a kocsi pedig eldőlt. Ennek folytatása, hogy az égbe rendelték azokat, akik miatt eltört a kocsi, az egyik cigány gyerek a munka végeztével ottmaradt: ő a Kisbéres, vagyis az Alkor nevű csillag. Egyes változatokban ő az, aki az ökröket hajtja.

## A Kaszáscsillag és a Sánta Kata
Ez az Orion csillagkép népi neve. Ismert elnevezései még: Három Kaszás, Rendcsillag, Szent Péter pálcája, Bírópálca. A régebbi képzet szerint kaszát ábrázol, amit Illés hagyott el, amikor Isten a déli pihenőben felszólította, hogy menjen téríteni a pogányokat.  Az újabb változatban uralkodó az a nézet, hogy az Orion övének három csillaga három kaszás. Ezek mennek az égen és aratnak, körülöttük négy ember (az Orion váll- és lábcsillagai) kévéket rak. Utánuk siet Sánta Kata, aki az ételt viszi, (a Szíriusz nevű csillag), de nem éri őket utol soha, mert belelépett egy kaszába és megsántult. Sánta Katához kapcsolódik még egy monda, miszerint fel szeretne ülni a Göncölszekérre, de a kaszások nem hagyják, mindig a lába elé kapnak a kaszával.
A pálca és kasza elnevezések csak a 17-18. századtól kezdve fordulnak elő, előtte valószínűleg kardként emlegették az Orion övét.

## Fiastyúk
A Bika csillagkép közismert csillagcsoportja. Ez is előfordul a Schlägli szójegyzékben „fias tik” néven. Nevei: Kotlós, Csibéstyúk, Fészkestik, Hetes, Hetevény. Szitás tik elnevezése a török és finnugor nyelvekben is előfordul. A monda szerint Sánta Kata vitte a kotlóst az égi búzamezőkre, hogy az elszórt búzaszemekből megéljenek. Másik változatban azért, hogy az égi lakók, üdvözültek és szentek paprikáscsirkét ehessenek. Egy csángó monda szerint egy asszony vasárnap szőtt, ami tilos volt. Isten ezért úgy büntette, hogy kotlósát kővé változtatta és feltette az égre.
De akad olyan monda is, miszerint a Plejád (Fiastyúk) csillaghalmaz az a hely, ahol ha áthaladnak az Istenek, a másik oldalon újjászületnek, új testben, új formában leszületnek.

## Tejút

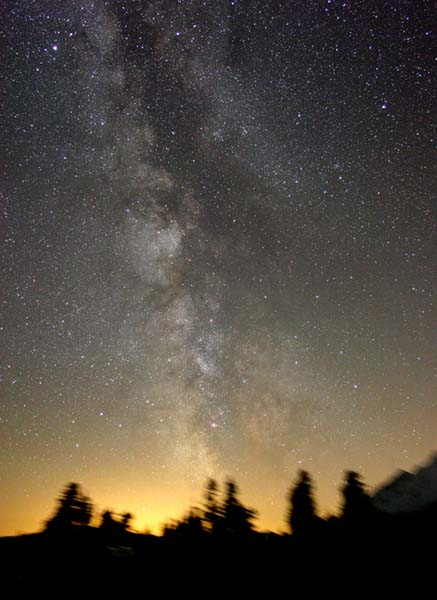
A Tejút

Sok népcsoportnál hasonló képzet fordul elő a Tejútról ösvényként. Számos monda fűződik hozzá: A Kisbéres lisztet lopott, de észrevették, összeverekedett egy másik csillaggal és a kiömlött liszt azóta is meglátszik. Sánta Kata véletlen kiborította az aludttejet. Az a változat, miszerint a Kisjézus öklendezte fel az anyatejet az égre, hasonlít a görög mitológiai eredeztetéshez.
A már említett Schlägli Szójegyzék szerint Hadi út a Tejút neve. Ez összefüggésben van a Hadak útjával, amin Csaba vitéz jön vissza, ha a csatában segítség kell. Más változatban székely hősi elődök teszik ugyanezt.
Attila nevéhez is fűződik egy történet: mikor a napkeleti és napnyugati császárral is harcban állt, a győztes sereg végül ezen az úton ment tovább. Szent László pedig szintén itt ment a pogányok ellen.
Olyan monda is fűződik hozzá, miszerint angyalok veszekedtek és felverték a port.
Az út-felfogásnak nem háborús felfogása is van: Mihály arkangyal jött itt az angyali üdvözlet estéjén. Jézus születésekor az angyalok vonultak rajta. Arra is van eredetmagyarázat, miért válik kétfelé: Jézus menet közben találkozott egy részeg emberrel és kitért előle. A két ág közül az egyik Betlehembe, a másik Názáretbe vezet.

## Két árva
Egyik változatban két testvér elmaradt az apjától meg az anyjától. Rengeteget bolyongtak, míg végre Isten magához vette őket. A mondának bővítése is van: két árva gyerek élt a faluban, de senki sem adott nekik ételt-italt. Bementek az erdőbe, eltévedtek. Isten magához vette őket, s csillag képében felrakta az égre, hogy mindig figyelmeztessék az embereket, nehogy elmaradjanak a jócselekedetek. Nem tudni, melyik csillagképhez kötődik, valószínűleg az Ikrek csillagképhez.

## Krisztus urunk asztala
Az utolsó vacsora emlékére helyezte az égre az Úr. Körben tizenkét csillag a tanítványokat, egy fényes csillag Jézust jelképezi. Szintén nem tudni, mely objektumokhoz kötődik.

## A császár asztala
Egy császár a réten ebédelt. Farkas rontott neki, csak a csizmája és az asztala maradt meg. Ez a legfényesebb csillag a monda szerint. A legfényesebb csillag a Sánta Kata néven ismert Szíriusz, ezért szintén nem tudni, az égnek melyik területére rakható e csillagkép.

## Koszorúcsillag vagy Mária koszorúja

Az Északi Korona a Koszorús csillag

Szűz Máriát Józseffel való eljegyzésekor megkoszorúzták. Hét csillag lett a koszorúból. Valószínűleg az Északi Korona nevű csillagkép, mely alakjában és csillagainak számában is megegyezik a Koszorúcsillaggal.